# Grüne Apotheke

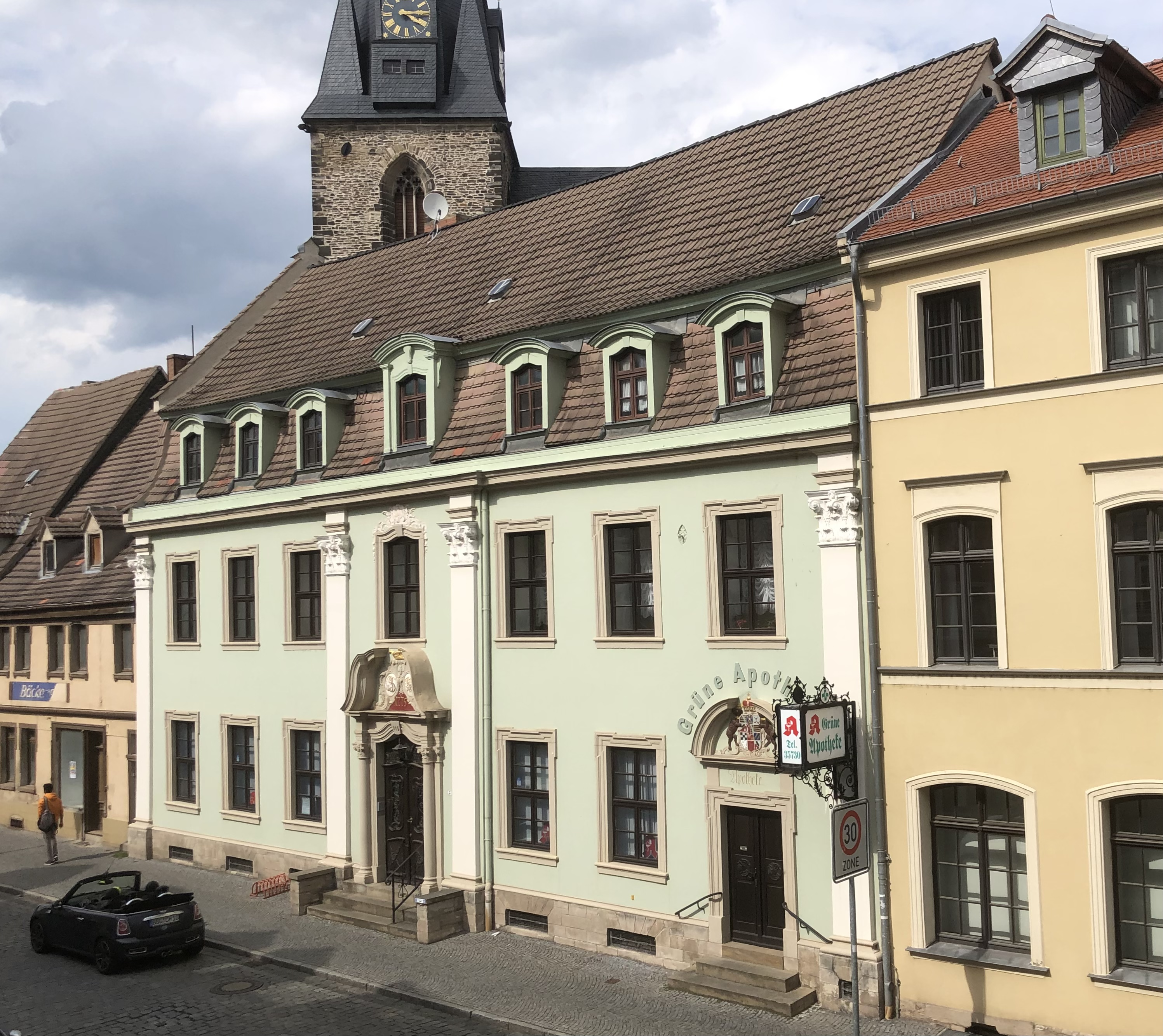
Grüne Apotheke, 2022

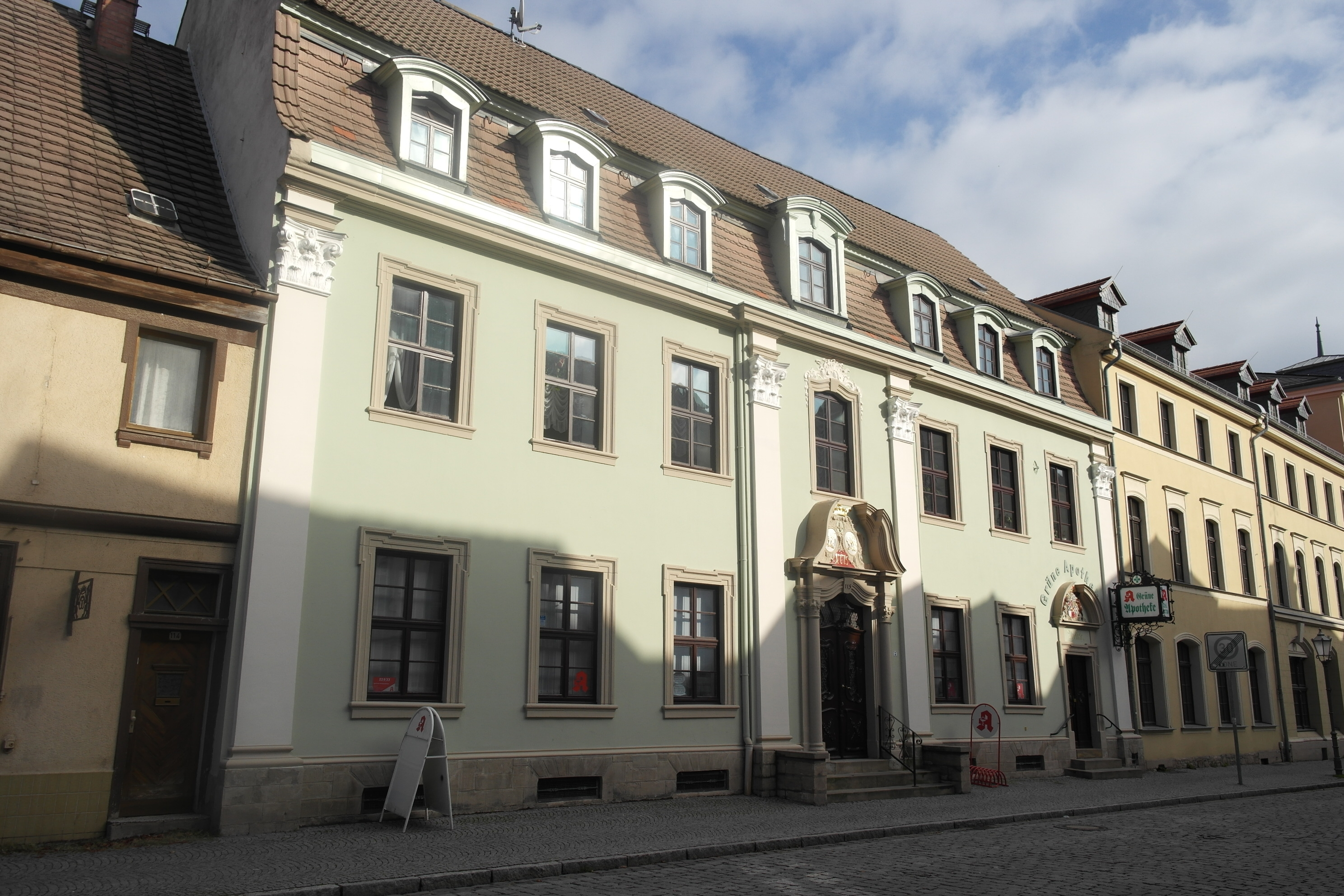
2013

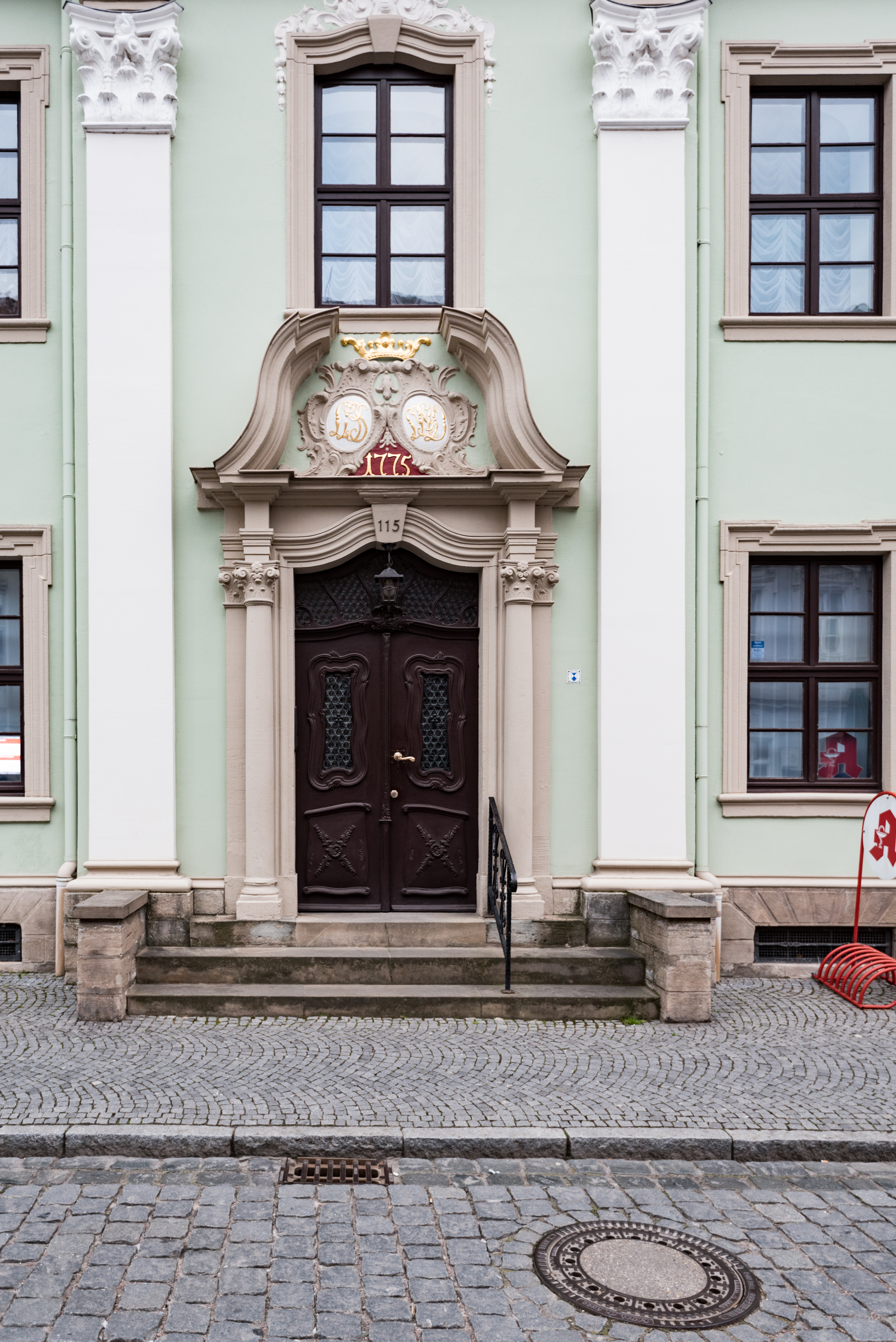
Haupteingang, 2017

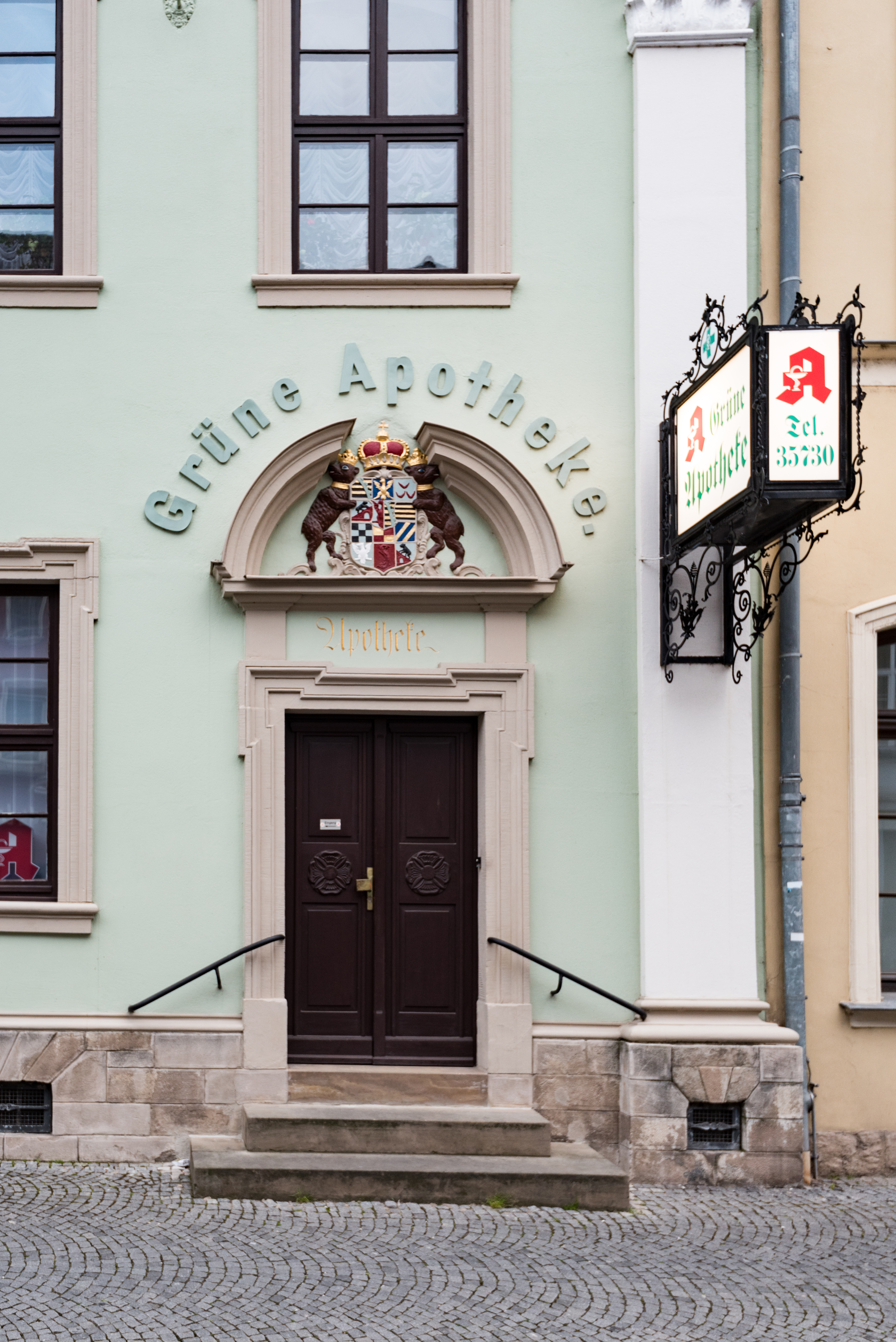
Apothekeneingang, 2017

Die Grüne Apotheke ist eine denkmalgeschützte Apotheke in Bernburg in Sachsen-Anhalt.

## Lage
Die straßenbildprägende Apotheke befindet sich in der Bernburger Talstadt auf der Ostseite der Breiten Straße, etwas nordwestlich des Marktes der Talstadt an der Adresse Breite Straße 115.

## Geschichte
Die Apotheke geht möglicherweise bereits auf das 15. Jahrhundert zurück und könnte identisch mit einer in Bernburg ursprünglich bestehenden Ratsapotheke sein, die für das Grundstück Breite Straße 116 belegt ist. 1560 wurde eine Doktorapotheke unter Apotheker Johann Günter erwähnt, die 1593 in das Eigentum der Stadt Bernburg überging. Verwaltet wurde sie von Apotheker Hieronymus Hartmann, dem man aber eine weniger gute Amtsführung nachsagte. Zwischen 1663 und 1666 bestand in Bernburg keine Apotheke mehr. Als eigentlicher Gründer der noch heute bestehenden Grünen Apotheke gilt der Arzt Johann Heinrich Ludwig. Er erhielt am 5. Februar 1694 von Fürst Viktor I. Amadeus die Erlaubnis zum Betrieb einer Apotheke und wurde zum Hofapotheker ernannt. Seit diesem Zeitpunkt besteht die Grüne Apotheke ununterbrochen an ihrem heutigen Standort. 1708 übernahm der Arzt Johann Esaias Silberschlag (1676–1737) die Apotheke. Ihm folgte 1716 der Apotheker Friedrich Christoph Schulze nach. Im Jahr 1738 wird aus einer Petition Bernburger Apotheker gegen reisende Arzneimittelhändler deutlich, dass es neben der Grünen Apotheke in Bernburg auch eine Rote, Blaue und Gelbe Apotheke gab. Drei der Apotheken befanden sich in der Breiten Straße.  Nach dem Tod von Apotheker Schulze im Jahr 1751 übernahm sein Sohn der Apotheker Georg Gebhard Schulze die Leitung der Apotheke, die jedoch seiner Mutter gehörte. Er verstarb jedoch, erst 26 Jahre alt, bereits 1753, so dass ihm sein Bruder Ludwig Bernhard Schulze nachfolgte, der nach dem Tod der Mutter 1759 dann auch Eigentümer wurde. Am 5. Januar 1775 brannte die Apotheke bei einem Gebäudebrand gemeinsam mit zwei Häusern der Nachbarschaft nieder. Schulze ließ die Reste abreißen und errichtete ein neues, das noch heute bestehende Gebäude.
Der repräsentativ gestaltete zweigeschossige Bau entstand noch im Jahr 1775. Ludwig Bernhard Schulze wurde durch seine Züchtung von Weinreben, die heute als Blauer Bernburger bekannt sind. Zu seinen Lehrlingen gehörten Christian Emmanuel Ferdinand Kohl und Friedrich Albrecht Carl Gren. Nach Schulzes Tod ging die Apotheke zunächst an seine Witwe Juliane Magdalene Schulze und nach ihrem Tod 1804 an die Töchter Christiane Henrietta Ernestine und Sophie Wilhelmine. 1820 erbte der Neffe Ernst Wilhelm Bley, der jedoch bereits 1824 verstarb. Nach ihm übernahm sein Bruder Ludwig Franz Bley, der auch wissenschaftlich als Pharmakologe tätig war. Er verstarb 1868. Sein Nachfolger wurde sein Sohn Gustav Bley, der jedoch bereits 1871 Bernburg verließ. Die Apotheke wurde an Johannes Pein verkauft. Nachdem die Rote Apotheke bereits in die gewachsene Bernburger Bergstadt umgezogen war, einigte sich Pein 1888 mit dem Eigentümer der Blauen Apotheke, Richard Bredow, darauf, dass auch die Blaue Apotheke in die Bergstadt verzog. Pein zahlte hierfür 15.000 Mark. Die Grüne Apotheke war dann die einzige Apotheke in der Talstadt.
Von 1903 bis 1906 übernahm der Bruder Peins, Bruno Pein, die Apotheke, bis sie 1907 an den Enkel Ludwig Franz Bleys, Wilhelm Pfau und damit wieder an die ursprüngliche Betreiberfamilie ging. 1929 wurde das Gebäude unter Denkmalschutz gestellt. Nach dem Tod Wilhelm Pfaus übernahm sein Sohn Hans Pfau, der 1957 während einer Operation im Krankenhaus in Köthen verstarb. Seine Witwe übersiedelte mit den drei Kindern nach West-Berlin, womit die Tradition als Apothekerfamilie endete.
Die Apotheke wurde nun staatlich verwaltet und zunächst von Apotheker Heinz Heussinger geleitet. Heussinger hatte ab 1931 als Lehrling in der Grünen Apotheke gelernt. 1961/1962 erfolgte eine Modernisierung. 1969 wurde die Apotheke verstaatlicht. Heussinger arbeitete bis 1982, inzwischen 72-jährig, in der Grünen Apotheke. Am 1. Oktober 1982 übernahm der Apotheker Hendrik Frenzel die Leitung der Apotheke. In den Jahren 1984 bis 1988 erfolgte eine Restaurierung des Hauses, das so erhalten werden konnte. In der Zeit von 1983 bis 1988 war die Apotheke in einem Ausweichquartier in der Breiten Straße 1 untergebracht. In einem hinteren Anbau wurden zugleich neue Räume für das pharmazeutische Zentrum geschaffen.
Am 1. Dezember 1990 wurde die Apotheke wieder privatisiert. Im Herbst 1991 erfolgte ein Umbau und Modernisierung. Die Familie Frenzel konnte schließlich Ende 1996 auch das Gebäude der Grünen Apotheke erwerben. 2009 wurde die Apotheke erneut modernisiert.

## Architektur
Die Fassade des traufständigen Barockgebäudes ist siebenachsig ausgeführt und mit Kolossalpilastern und üppigem Kapitellschmuck versehen. In der mittleren, in Form eines flachen Mittelrisaliten hervorgehobenen Achse, befindet sich der über eine kleine Freitreppe erreichbare Hauseingang. Ein weiterer ähnlich gestalteter, direkt in die Apotheke führender Eingang ist in der rechten Achse des Hauses angeordnet. Die Portale werden jeweils von Giebelfeldern mit gesprengtem Giebel, figürlichem Schmuck und Inschriftenkartusche überspannt. Der mittlere Eingang ist von Säulen gerahmt. Die dortige bauzeitliche Eingangstür verfügt über ein Oberlicht. Bedeckt wird das Gebäude von einem steilen Mansarddach mit barocken Zierspitzen.
Im Denkmalverzeichnis für die Stadt Bernburg ist die Apotheke unter der Erfassungsnummer 094 60549 als Baudenkmal eingetragen.